# 拉普拉斯数
拉普拉斯数（Laplace number，La）也稱為苏拉特曼数（Suratman number，Su），是描述流體力學中自由表面的無量綱，是流體表面張力及流體內動量傳播（主要是耗散）的比值。拉普拉斯数和苏拉特曼数分別得名自皮埃尔-西蒙·拉普拉斯和印尼物理學家P. C. Suratman。
拉普拉斯数的定義如下：
{\displaystyle \mathrm {La} =\mathrm {Su} ={\frac {\sigma \rho L}{\mu ^{2}}}}
其中：
- {\displaystyle \sigma }為表面張力，
- {\displaystyle \rho }為密度，
- {\displaystyle L}為長度，
- {\displaystyle \mu }為液體的黏度。

拉普拉斯数可以用雷諾數Re和韋伯數We表示：
{\displaystyle \mathrm {La} ={\frac {\mathrm {Re} ^{2}}{\mathrm {We} }}}
雷諾數是黏滯力和慣性力之間的關係，而韋伯數是表面張力和慣性力之間的關係。
若拉普拉斯数較大，表示表面張力對系統的影響較大，若拉普拉斯数較小，表示黏滯力對系統的影響較大。